# Славнов, Александр Иванович
Александр Иванович Славнов (1916—2004) — советский государственный деятель и управленец.

## Биография
Сын питерского рабочего, Александр Иванович прошёл путь от ученика мастера по специальности футлярщика до директора кожгалантерейной фабрики им. Бебеля. Параллельно занимался обучением на вечернем факультете Промышленной академии им. Кирова.
В 1939-40 гг. А. И. Славнов участвовал в советско-финской кампании и за смелость, решительность и проявленный героизм при прорыве линии Маннергейма был награждён орденом Ленина В период Великой Отечественной войны 900 дней блокады провёл в Ленинграде. В блокадное время и послевоенную пятилетку находился на партийной работе: с 19.04.1942 - секретарь по кадрам Смольнинского райкома ВКП(б); с 02.06.1943 - второй секретарь Смольнинского РК ВКП(б); с 13.02.1946 - первый секретарь Фрунзенского РК ВКП(б); c 05.11.1948 - заведующий отделом пропаганды и агитации Ленинградского обкома ВКП(б). 
В июле 1952, в числе многих партийных и государственных деятелей, был репрессирован как участник «Ленинградского дела», в 1953 году — полностью реабилитирован.
С 1954 г. А. И. Славнов работал главным инженером парфюмерной фабрики «Северное Сияние», в 1959 г. был назначен начальником отдела Управления пищевой промышленности Ленсовнархоза, а с 1961 г. на протяжении 16 лет — был директором Ленинградского ликероводочного завода (ЛИВИЗ).
В начале шестидесятых завод стал флагманом отрасли по технической оснащённости. Изделия завода отмечены призами и высшими наградами на международных выставках. Ленинградский ликёро-водочный завод стал первым предприятием, на котором была осуществлена комплексная механизация и автоматизация основных технологических процессов и операций. Славнов А. И. является соавтором изобретения «Ректификационный аппарат непрерывного действия» (зарегистрировано авторским свидетельством № 403723 от 27.07.1969).
За многолетний труд награждён орденами Трудового Красного Знамени, Знаком Почёта и многими медалями.